# Tiền mã hóa

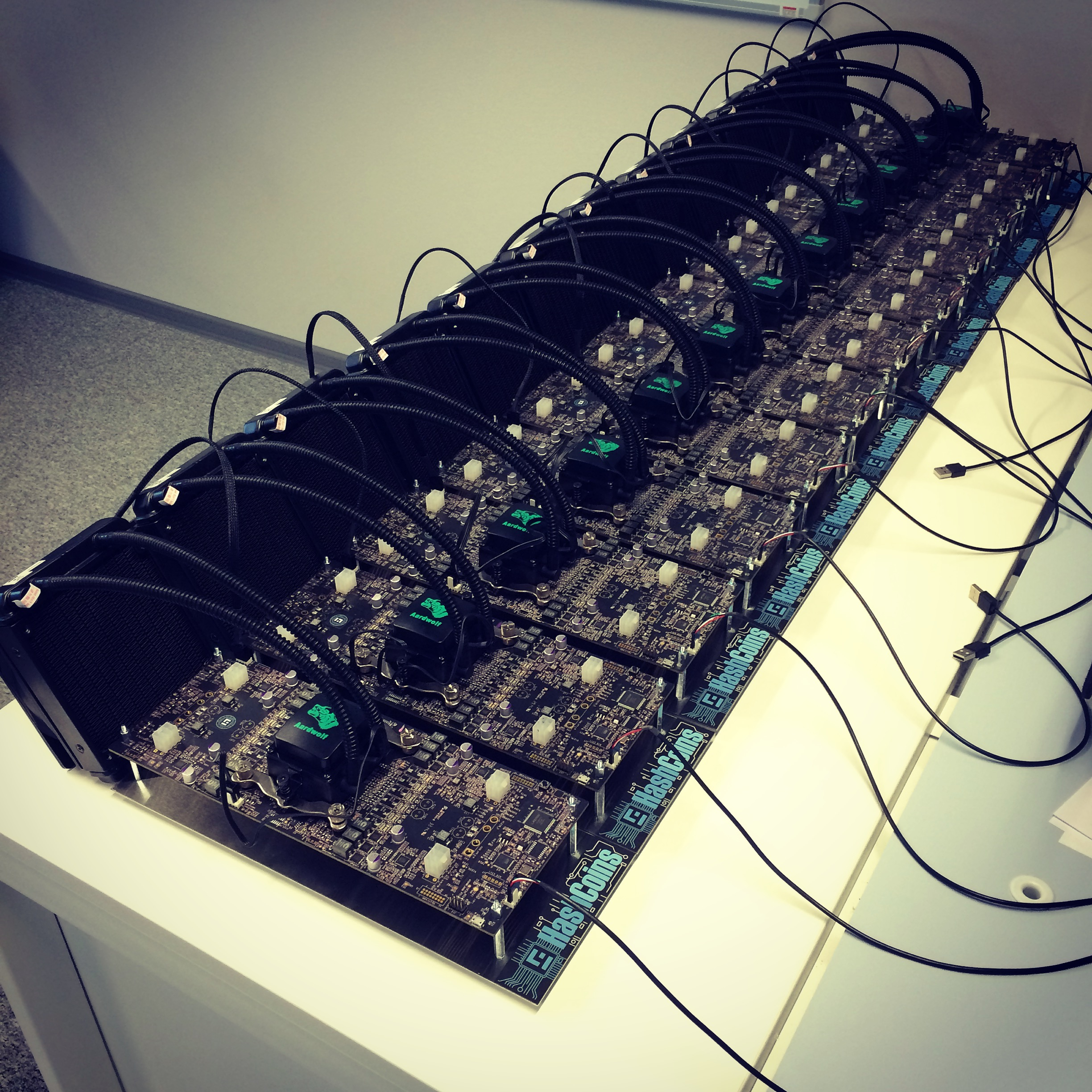
Hashcoin mine

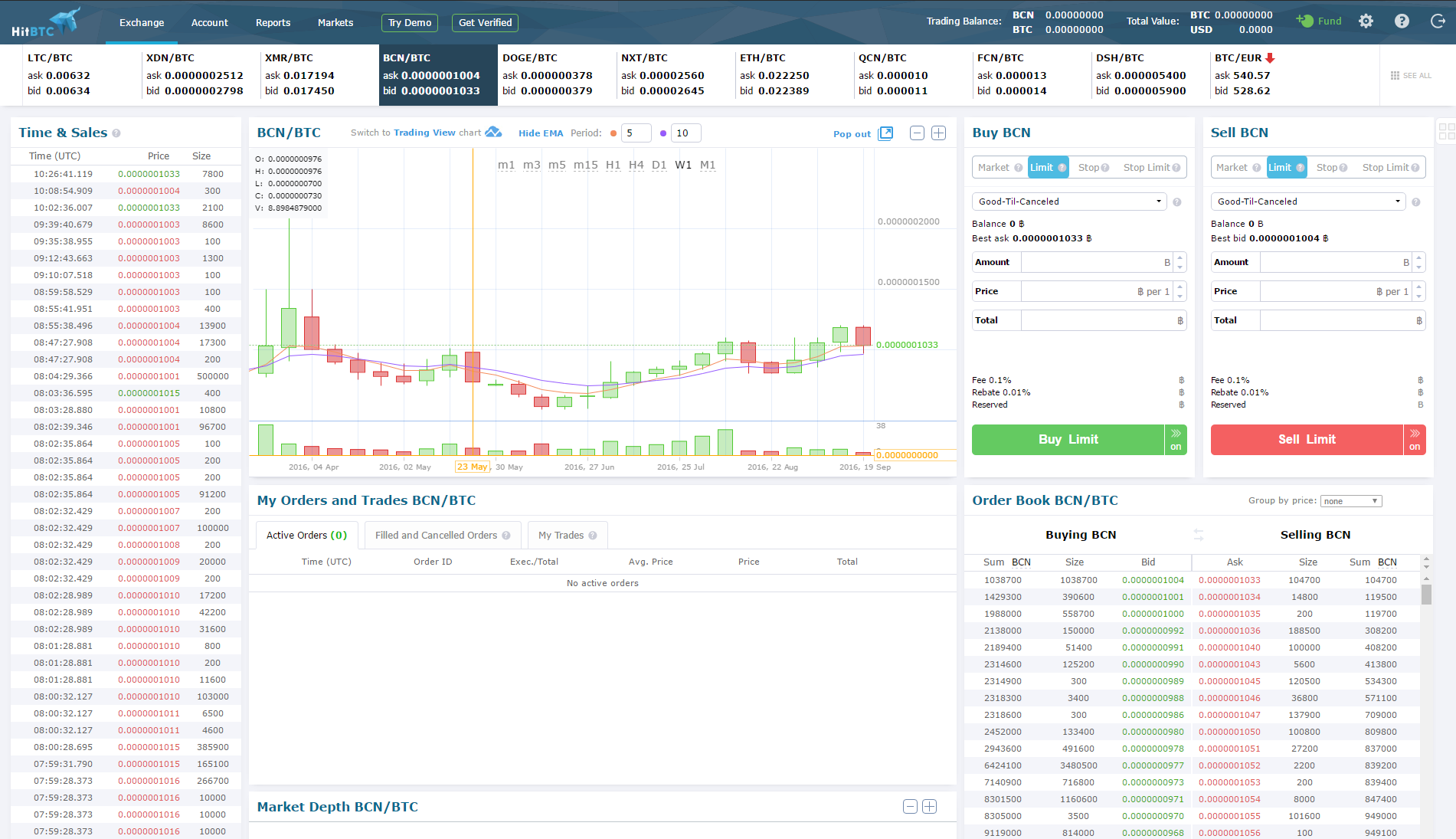
HitBTC cryptocurrency exchange terminal window

Tiền mã hóa (Cryptocurrency) là một dạng của tiền điện tử hoặc tiền  kỹ thuật số hay tiền ảo là một tài sản kỹ thuật số được thiết kế để thực hiện chức năng như là một trung gian trao đổi thông qua việc sử dụng mật mã để đảm bảo các giao dịch của nó, để kiểm soát việc tạo ra các đơn vị bổ sung và để xác minh việc chuyển giao tài sản. Mật tính (cryptographic computation) là từ được tạm dịch từ các thuật toán mã hóa tư liệu thông tin kỹ thuật số để bảo toàn nội dung và chữ ký của những tư liệu thông tin đó. Tiền mã hóa được phân loại như là một tập con của các loại tiền kỹ thuật số và cũng được phân loại là một tập con của các loại tiền tệ thay thế (Altcoin). Tuy nhiên danh từ tiền ảo không nên được sử dụng quá phổ biến vì nó chứa đựng một hàm ngữ mang tính chất phi thực tế và không có tính năng hoặc công dụng thật ngoài đời sống. Bitcoin, được tạo ra trong năm 2009, là tiền mã hoá đầu tiên. Kể từ đó, nhiều loại tiền mã hóa khác đã được tạo ra. Chúng thường được gọi là Altcoin. Bitcoin và các dẫn xuất của nó sử dụng kiểm soát phi tập trung đối lập với tiền điện tử tập trung và các hệ thống ngân hàng trung ương. Việc kiểm soát phi tập trung này có liên quan đến việc sử dụng cơ sở dữ liệu giao dịch blockchain của bitcoin trong vai trò như một sổ cái lưu trữ dạng phân tán.

## Lịch sử
- Vào năm 1983, mã hóa viên người Mỹ David Chaum tạo ra một loại tiền điện tử mã hóa gọi là ecash[13][14]. Sau đó, vào năm 1995, ông ấy triển khai việc sử dụng đồng tiền này thông qua Digicash, một phương thức thanh toán bằng tiền điện tử mã hóa.
- Vào năm 1996, Cơ quan An ninh quốc gia xuất bản một bài báo với tựa đề How to Make a Mint: the cryptography of Anonymous Electronic Cash mô tả về hệ thống tiền mã hóa. Bài báo được xuất hiện lần đầu trong viện MIT và sau đó xuất hiện trên The American Law Review vào năm 1997.
- Vào năm 1997, trong cuốn Sovereign Individual, tác giả William Rees-Mogg và James Dale Davidson đã dự đoán rằng trong thời đại thông tin, tiền sẽ là "các thuật toán toán học và không tồn tại dưới dạng vật lý". Điều này được các cộng đồng tiền mã hóa gọi là một lời tiên tri.
- Năm 2009, Bitcoin được tạo ra bởi Satoshi Nakamoto.
- Vào tháng tư năm 2011, Namecoin được tao ra để thiét lập một DNS phi tập trung. Tháng 10 cùng năm, Litecoin ra đời, sử dụng hàm dẫn xuất thay vì hàm SHA-256. Peercoin, được tạo ra vào tháng 8 năm 2012, sử dụng kết hợp POS và POW.
- Vào ngày mùng 6 tháng 8 năm 2014, Anh công bố rằng Kho bạc của nhà vua dã nhờ nghiên cứu về tiền mã hóa đề phòng trường hợp nó có thể đóng một vai trò nào đó vào nền kinh tế nước Anh.
- Vào tháng 6 năm 2021, El Salvador trở thành quốc gia đầu tiên chấp nhận Bitcoin như là một đồng tiền hợp pháp. Điều này được thông qua bởi Quốc hội sau khi Tổng thống Nayib Bukele trình quốc hội dự thảo luật hợp pháp hóa tiền mã hóa.
- Tháng 8 năm 2021, Cuba ra nghị quyết 215 công nhận và điều chỉnh các loại tiền mã hóa[15].
- Vào tháng 9 năm 2021, Chính phủ Trung Quốc tuyên bố rằng tất cả các giao dịch bằng tiền mã hóa là bất hợp pháp.

## Định nghĩa
Theo Jan Lansky, tiền mã hóa là một hệ thống mà trong đó phải có đủ 6 điều kiện sau đây:
1. Một hệ thống không
2. Hệ thống có cái nhìn tổng quan về các đơn vị tiền điện tử và quyền sở hữu chúng.
3. Hệ thống xác định liệu các đồng tiền mới có thể được tạo ra hay không. Nếu các đồng tiền mới được tạo ra, hệ thống sẽ xác định nguồn gốc và quyền sở hữu đối với những đồng tiền đó.
4. Chủ sở hữu của đồng tiền mã hóa có thể được proved độc quyền bằng mật mã
5. Hệ thông cho phép thực hiện giao dịch mà trong đó quyền sở hữu của các đơn vị mật mã được thay đổi. Thông báo giao dịch chỉ có thể được gửi từ một thực thể có thể chứng mình được quyền sở hữu hiện tại của các đơn vị này.